# Wohn- und Wirtschaftsgebäude Schmaler Weg 1

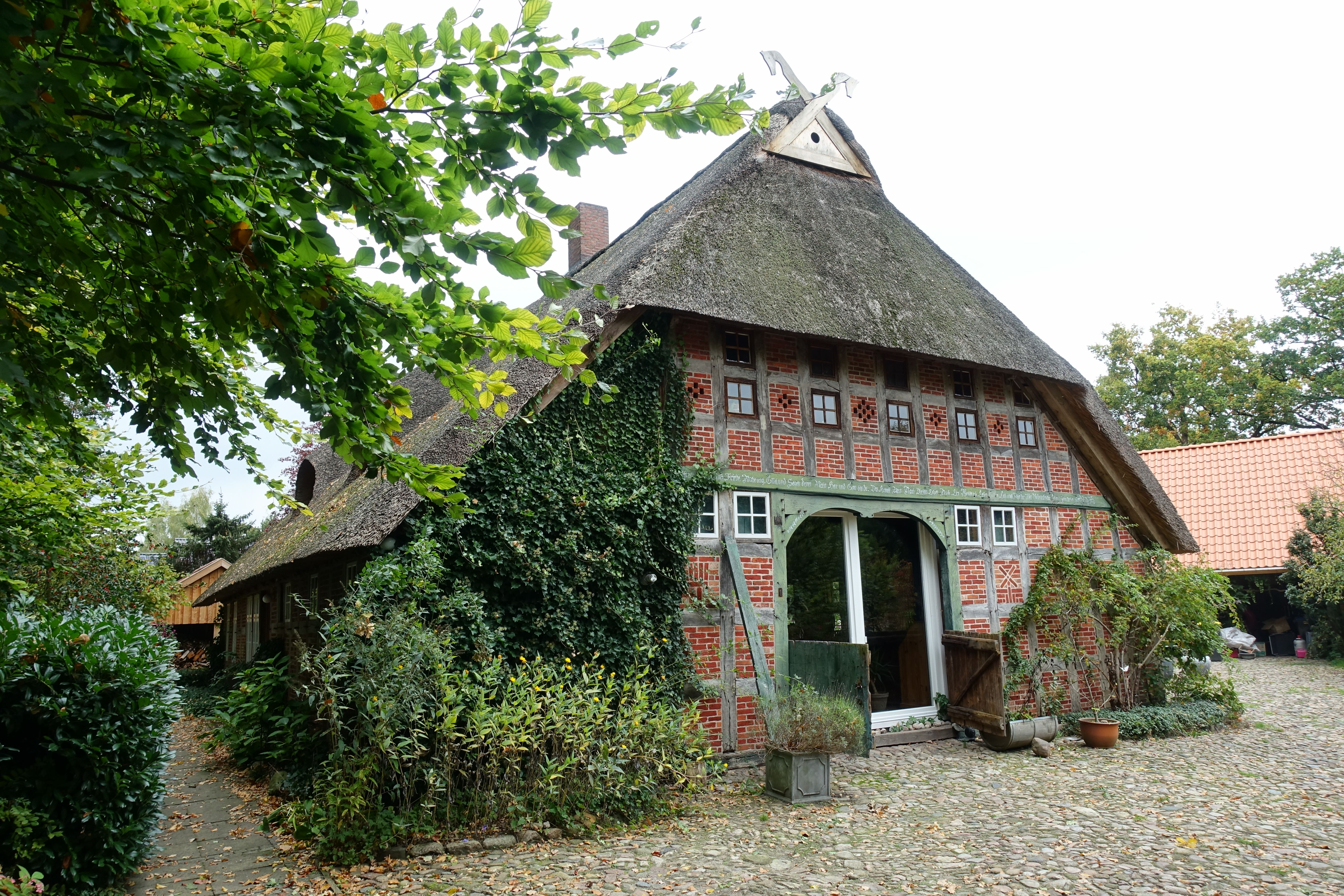
Südwest- und Südostfassade (2022)

Das Wohn- und Wirtschaftsgebäude Schmaler Weg 1 in der niedersächsischen Gemeinde Elsdorf wurde am Anfang des 19. Jahrhunderts gebaut. Aktuell (2025) wird es zum Wohnen und wohl gewerblich genutzt.
Die Gebäude stehen unter Denkmalschutz (siehe auch Liste der Baudenkmale in Elsdorf (Niedersachsen)).

## Beschreibung
Das eingeschossige, giebelständige Gebäude als Zweiständer-Hallenhaus in Fachwerk mit Steinausfachungen, mit reetgedecktem Krüppelwalmdach, Niedersachsengiebel mit Uhlenloch, Pferdeköpfen und Grooter Door mit Korbbogen wurde um 1800 gebaut.
Das Landesdenkmalamt befand u. a.: „… ein regionstypisches Hallenhaus der Zeit um 1800 in Zweiständerkonstruktion ….“